# Tritaxiopsis
Tritaxiopsis es un género de foraminífero bentónico de estatus incierto, aunque considerado un sinónimo posterior de Tritaxia de la familia Tritaxiidae, de la superfamilia Verneuilinoidea, del suborden Verneuilinina y del orden Lituolida. Su especie tipo era Tritaxia pleurostoma. Su rango cronoestratigráfico abarca desde el Paleoceno hasta la Eoceno.

## Discusión
Clasificaciones previas incluían Tritaxiopsis en el suborden Textulariina del orden Textulariida, o en el orden Lituolida sin diferenciar el suborden Verneuilinina.

## Clasificación
Tritaxiopsis incluye a la siguiente especie:
- Tritaxiopsis pleurostoma †, aceptado como Tritaxia pleurostoma